# Мартинівська сільська рада (Красноградський район)
Марти́нівська сільська́ ра́да — адміністративно-територіальна одиниця та орган місцевого самоврядування у Красноградському районі Харківської області. Адміністративний центр — село Мартинівка.

## Загальні відомості
- Мартинівська сільська рада утворена в 1920 році.
- Територія ради: 91,2 км²
- Населення ради: 1 295 осіб (станом на 2001 рік)
- Територією ради протікає річка Берестова.

## Населені пункти
Сільській раді підпорядковані населені пункти:
- с. Мартинівка
- с. Вільховий Ріг
- с. Вознесенське
- с. Гадяч
- с. Добренька
- с. Кам'янка

### Колишні населені пункти
- Катеринівка

## Склад ради
Рада складалася з 16 депутатів та голови.
- Голова ради: Семисал Ольга Василівна
- Секретар ради: Головач Наталія Володимирівна

### Керівний склад попередніх скликань
| Прізвище, ім'я, по батькові | Основні відомості                                                         | Дата обрання | Дата звільнення |
| --------------------------- | ------------------------------------------------------------------------- | ------------ | --------------- |
| Семисал Ольга Василівна     | Сільський голова, 1965 року народження, освіта вища, позапартійна         | 26.03.2006   | 31.10.2010      |
| Семисал Ольга Василівна     | Сільський голова, 1965 року народження, освіта вища, член Партії регіонів | 31.10.2010   |                 |

Примітка: таблиця складена за даними сайту Верховної Ради України

### Депутати
За результатами місцевих виборів 2010 року депутатами ради стали:

#### За суб'єктами висування
| Суб'єкт висування                                       | Кількість обраних депутатів | %    |
| ------------------------------------------------------- | --------------------------- | ---- |
| Партія регіонів                                         | 6                           | 37,5 |
| Самовисування                                           | 4                           | 25   |
| Комуністична партія України                             | 3                           | 18,8 |
| Народна партія                                          | 2                           | 12,5 |
| Політична партія Всеукраїнське об'єднання «Батьківщина» | 1                           | 6,3  |

#### За округами
| № округу                                                | Прізвище, ім'я, по батькові      | Дата визнання обраним | Освіта  | Партійна приналежність | Відомості про обраного депутата                    |
| ------------------------------------------------------- | -------------------------------- | --------------------- | ------- | ---------------------- | -------------------------------------------------- |
| Комуністична партія України                             |                                  |                       |         |                        |                                                    |
| 7                                                       | Киричек Ніна Вікторівна          | 06.11.2010            | середня | позапартійна           | пенсіонер                                          |
| 10                                                      | Устименко Ніна Василівна         | 06.11.2010            | середня | позапартійна           | Мартинівська сільська рада, касир                  |
| 12                                                      | Устименко Сергій Іванович        | 06.11.2010            | середня | позапартійний          | ТОВ "Агрофірма «Пісчанська», тракторист            |
| Народна Партія                                          |                                  |                       |         |                        |                                                    |
| 2                                                       | Кісіль Світлана Миколаївна       | 06.11.2010            | вища    | член Народної партії   | Добренський НВК, вчитель                           |
| 11                                                      | Верман Наталія Іванівна          | 06.11.2010            | вища    | член Народної партії   | Добренський НВК, вчитель                           |
| Партія регіонів                                         |                                  |                       |         |                        |                                                    |
| 3                                                       | Мірошниченко Віталій Миколайович | 06.11.2010            | середня | член Партії регіонів   | ТОВ "Агрофірма «Пісчанська», механік               |
| 4                                                       | Перепелиця Юлія Іванівна         | 06.11.2010            | вища    | член Партії регіонів   | УДППЗ Укрпошта, с. Добренька, начальник відділення |
| 5                                                       | Товстун Інна Вікторівна          | 06.11.2010            | середня | член Партії регіонів   | ФОП Штиба Т. О., продавець                         |
| 6                                                       | Головач Наталія Володимирівна    | 06.11.2010            | середня | член Партії регіонів   | Мартинівська сільська рада, секретар               |
| 8                                                       | Боровська Надія Федорівна        | 06.11.2010            | вища    | член Партії регіонів   | Добренський НВК, вчитель                           |
| 9                                                       | Шкумат Ніна Андріївна            | 06.11.2010            | вища    | член Партії регіонів   | ТОВ "Агрофірма «Пісчанська», бухгалтер             |
| Політична партія Всеукраїнське об'єднання «Батьківщина» |                                  |                       |         |                        |                                                    |
| 14                                                      | Матлаш Олена Миколаївна          | 06.11.2010            | вища    | позапартійна           | ТОВ "Агрофірма «Пісчанська», економіст             |
| Самовисування                                           |                                  |                       |         |                        |                                                    |
| 1                                                       | Гуцуляк Наталія Миколаївна       | 06.11.2010            | середня | позапартійна           | Мартинівська сільська рада, головний бухгалтер     |
| 13                                                      | Гамелуш Михайло Михайлович       | 06.11.2010            | вища    | позапартійний          | приватний підприємець                              |
| 15                                                      | Філіна Ольга Олександрівна       | 06.11.2010            | середня | позапартійна           | пенсіонер                                          |
| 16                                                      | Медведєва Галина Сергіївна       | 06.11.2010            | вища    | позапартійна           | тимчасово не працює                                |

## Природно-заповідний фонд
На землях сільради розташовано орнітологічний заказник місцевого значення Мартинівський.

## Населення
Згідно з переписом УРСР 1989 року чисельність наявного населення сільської ради становила 1534 особи, з яких 683 чоловіки та 851 жінка.
За переписом населення України 2001 року в сільській раді мешкали 1254 особи.

### Мова
Розподіл населення за рідною мовою за даними перепису 2001 року:
| Мова       | Відсоток |
| ---------- | -------- |
| українська | 93,13 %  |
| російська  | 6,33 %   |
| білоруська | 0,23 %   |
| молдовська | 0,08 %   |
| інші       | 0,23 %   |